# Dactylicapnos lichiangensis
Dactylicapnos lichiangensis är en vallmoväxtart som först beskrevs av Friedrich Karl Georg Fedde, och fick sitt nu gällande namn av Hand.-mazz.. Dactylicapnos lichiangensis ingår i släktet Dactylicapnos och familjen vallmoväxter. Inga underarter finns listade i Catalogue of Life.